# Karl Nilsson (visa)
Karl Nilsson är en visa av och med Povel Ramel från showen Alla 4 (1960). 
Texten, som är helt orimmad, skildrar en totalt ointressant mans liv från födsel och skolgång till arbetsliv där Karl Nilsson sorterar brädor på ett sågverk. Humorn ligger i den ingående beskrivningen av det fullständigt poänglösa, till exempel den första skoldagen och hur brädorna sorteras i många olika högar, medan det dramatiska i att åka till Amerika behandlas i förbigående. Människans etik och moral gisslas i brädversen: En del var prima virke, dem lade jag för mig". 
Idén att Karl Nilsson ska åka till Amerika kläcktes av Ramels vän Fritiof Nilsson Piraten.
Sången gjordes i revyn Knäpp igen (1992) av Charlott Strandberg under titeln "Rut Nilsson" (som då sjöng om sin bror). Även Robert Karl Oskar Broberg gjorde en version av sången till föreställningen ... och över alltihopa lyser Povel Ramel till Povels 70-årsfirande. Då hade Karl Nilsson i visan passande nog bytts ut mot Karl Oskar.